# Onthophagus nitidulus
Onthophagus nitidulus là một loài bọ cánh cứng trong họ Bọ hung (Scarabaeidae).